# 타무라 마코토
타무라 마코토(일본어: 田村 真, 1975년 4월 11일 ~ )는 일본의 성우이다.

## 출연작

### 외화
- 2015년 영화 《더 폰》 - 도재현(배성우) 역
- 2023년	영화 《발레리나》 - 조대식 사장(김무열)	역